# Chilenska Antarktis

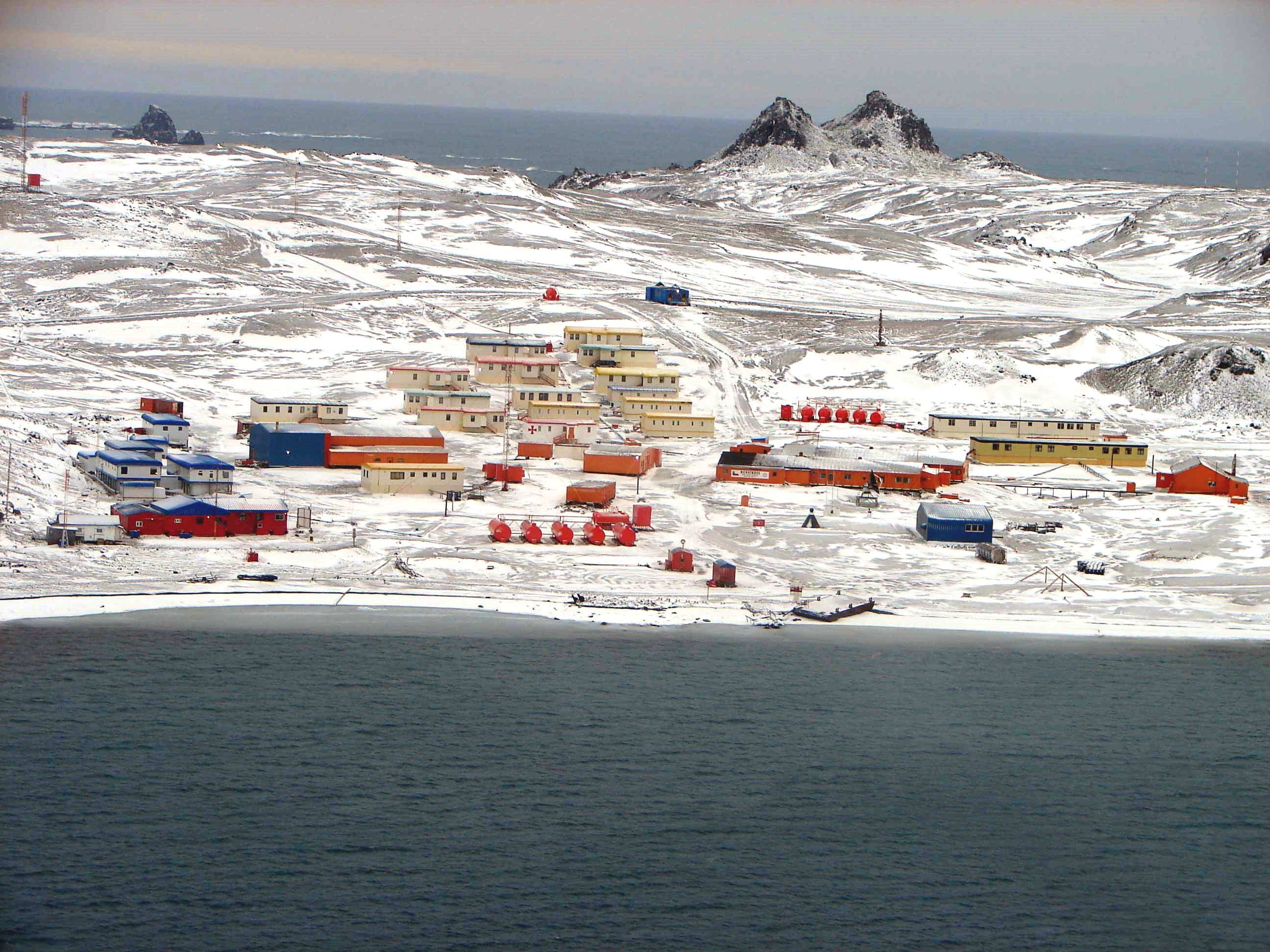
Basn Eduardo Frei.

Chilenska Antarktis (spanska: Antártica Chilena, AC) är ett landområde i Antarktis som Chile ensidigt gör anspråk på.

## Geografi
Området ligger i Västantarktis och sträcker sig mellan 53° V till 90° V (området överlappar delvis med Argentinska Antarktis och Brittiska Antarktis). 
Inom området ligger:
- Antarktiska halvön
- Ellsworth Land
- Coats land

Chilenska Antarktis omfattar förutom området på fastlandet även en rad öar i Scotiahavet och Weddellhavet och hela området omfattar cirka 1 250 257 km² (cirka 3 gånger Sveriges yta).
Området utgör en egen provincia (provins) i regionen Magallanes y de la Antártica" och förvaltas direkt av Instituto Antártico Chileno med kontor i Punta Arenas.

## Historia
Chile har gjort anspråk på området sedan den 6 november 1940. 
Den 6 februari 1947 öppnades flottbasen Base Naval Capitán Arturo Prat på Greenwich Island bland Sydshetlandsöarna. Marinen lämnade basen 2004 och två år senare överlämnades den till regionmyndigheten som här byggt upp Chiles första permanenta forskningsstation, administrerad av Chiles antarktiska institut, Instituto Antártico Chileno.
Kommunen Antártica inrättades den 11 juli 1961 och den 4 november 1975 upphöjdes området till en egen provins, Provincia de la Antártica Chilena.
1969 öppnades forskningsstationen Base Presidente Eduardo Frei Montalva på ön King George Island, där det sedan 1980-talet etablerats en bosättning som numera hyser drygt hundratalet bofasta personer.

### Fotnoter
1. ↑   Worldstatesmen.org (läst 21 oktober 2010)
2. ↑   Instituto Antártico Chileno Arkiverad 20 februari 2011 hämtat från the Wayback Machine. (läst 21 oktober 2010)
3. ↑  World Statesmen (läst 3 april 2011)
4. ↑  ”Eduardo Frei Montalva Station”. Lonely Planet. Arkiverad från originalet den 31 augusti 2018. https://web.archive.org/web/20180831141219/https://www.lonelyplanet.com/attractions/eduardo-frei-montalva-station/a/poi-sig/1568422/1333015. Läst 31 augusti 2018.